# Навара, Давид
Да́вид На́вара (чеш. David Navara; род. 27 марта 1985, Прага) — чешский шахматист, гроссмейстер (2002). 13-кратный чемпион Чехии. Чемпион Европы по блицу (2014, 2023).

## Биография
Навара начал заниматься шахматами самостоятельно в 6 лет, позже с ним работали Милослав Ванка и Йозеф Пршибыл, затем — Людек Пахман и Властимил Янса. «Я видел подобную самоотдачу и любовь к шахматам только у одного человека. Его зовут Роберт Фишер!» — Пахман о Наваре. Отец — математик; мать — стоматолог. С детства болеет синдромом Аспергера.
В 15 лет Навара начал учить иностранные языки. Помимо чешского, он свободно говорит на русском и английском. В 16 лет впервые сыграл за сборную Чехии в командном чемпионате Европы и стал победителем на своей доске с результатом 7 из 9, победив пять сильных гроссмейстеров, включая Эмиля Сутовского. Спустя год ему было присвоено высшее звание. К тому моменту Навара выиграл несколько чемпионатов Чехии и отобрался в Кубок мира 2005, но проиграл Предрагу Николичу в 1-м туре. На Олимпиаде 2006 Навара набрал на 1-й доске 8,5 из 12, победив Петра Свидлера.
В 2010 году Навара окончил философский факультет, отделение логики Карлова университета в Праге.
На чемпионате Европы 2004 Навара занял 6-е место, набрав 7,5 очков из 12, сыграв вничью с победителем Василием Иванчуком.
В 2007 году Навара впервые получил приглашение (вместо Александра Морозевича) на супертурнир Corus. Навара победил Руслана Пономарёва и Магнуса Карлсена, сыграл вничью против Владимира Крамника и Веселина Топалова, набрав 6,5 очков из 13 (7-е место). Также в 2005 году чешские организаторы пригласили Навару на матч в Праге против Анатолия Карпова и в 2007 году против Бориса Гельфанда, оба закончились с ничейным счётом, зато следующие против Найджела Шорта и Сергея Мовсесяна он выиграл.
В 2011 году Навара разделил 1-е место в группе «Б» турнира Вейк-ан-Зее, снова квалифицировавшись в супертурнир, позже в Кубке мира дошёл до 1/4 финала, уступив финалисту Александру Грищуку.

В статье The Washington Post от 3 августа 2009 года Любомир Кавалек разобрал партию Навары.
[Event "Mainz Ordix op 16th"]
[Site "Mainz"]
[Date "2009.08.01"]
[Round "5"]
[White "Navara, David"]
[Black "Vaganian, Rafael A"]
[Result "1-0"]
[GameId "dMiw45x3"]
[WhiteElo "2687"]
[BlackElo "2568"]
[Variant "Standard"]
[TimeControl "-"]
[ECO "C07"]
[Opening "French Defense: Tarrasch Variation, Open System, Euwe-Keres Line"]
[Termination "Unknown"]
[Annotator "lichess.org"]
1. e4 e6 2. d4 d5 3. Nd2 c5 4. Ngf3 Nf6 5. e5 Nfd7 6. c3 Nc6 7. Bd3 Qb6 8. O-O cxd4 9. cxd4 Nxd4 10. Nxd4 Qxd4 11. Nf3 Qb6 12. Qc2 h6 13. Bd2 Nc5 14. Be3 Qb4 15. Be2 Bd7 16. Rfc1 Rc8 17. Nd4 Qa5 18. a3 Qd8 19. Bb5 Ra8 20. b4 Na6 21. Nxe6 fxe6 22. Bxa6 b6 23. Qg6+ Ke7 24. Rc3 Qe8 25. Qg4 Kf7 26. Bd3 Kg8 27. Bg6 Qd8 28. Rac1 a5 29. b5 Bc5 30. Bxc5 bxc5 31. Rxc5 Qe7 32. b6 Rb8 33. b7 Qf8 34. Rc7